# Zamek Wołek
Zamek Wołek – ruiny średniowiecznego gotyckiego zamku na stokach Bujakowskiego Gronia w Beskidzie Małym, położone na lewym brzegu rzeki Soły w Kobiernicach. Zamek powstał w XIV wieku, a został zburzony około 1477 roku.

## Opis
Zamek wzniesiono na podłużnym garbie terenowym (394 m n.p.m.), oddzielonym od stoku naturalnym obniżeniem i zwanym przez miejscową ludność „Kopcem”. Założony został na planie półowalnym, z wykorzystaniem walorów obronnych szczytu. Zajmował teren około 35 na 45 metrów, otoczony był dwoma pierścieniami kamiennych murów. Mur wewnętrzny miał grubość ok. 2,5 m, wykonany był z kamienia z wątkami ceglanymi i wiązanym zaprawą wapienną, mur zewnętrzny był nieco cieńszy, a poza nim znajdowała się podwójna fosa. W północno-wschodnim narożu zamku znajdowała się baszta o wymiarach 5,2 na 8,8 m. W południowo-wschodniej części mieścił się budynek mieszkalny o wymiarach 5,2 na 11,6 m, połączony wieżą komunikacyjną z drugim obwodem murów. Oba budynki posiadały kamienne fundamenty, być może częściowo wykonane były z drewna. Pomiędzy budynkiem mieszkalnym i basztą znajdowała się główna brama prowadząca do zamku, poprzedzona mostem zwodzonym. Zamek posiadał własną studnię.
Zamek powstawał w trzech fazach. Początkowo – w XIV wieku – zniwelowano szczyt wzgórza na którym miał stanąć zamek, wykopano fosy i usypano wały obronne. Wzniesiono wówczas też budynek mieszkalny i bramę, która prawdopodobnie była wtedy drewniana. Druga faza przypada na lata 1372–1433, kiedy to rozbudowano budynek mieszkalny i dodano basztę w drugim narożu, oraz murowany budynek bramny. Trzecia faza rozbudowy wiąże się częściowo z osobą księcia Jana IV oświęcimskiego i przypada na lata 1433–1452. Powstał wówczas drugi pierścień murów razem z wieżą komunikacyjną i wieżą bramną. Rozpoczęto też wtedy budowę trzeciego, niepełnego obwodu murów.
Pierwsze badania archeologiczne na terenie zamczyska przeprowadzili w 1880 Stanisław Tomkowicz i H. Lindquist. Odsłonięto wówczas zarys budowli zamku na podkowiastym majdanie. Z wykopalisk pochodzą liczne zabytki ruchome: żelazne groty broni oraz fragmenty glinianych naczyń i bogato zdobionych kafli.
Obecnie po zamku zostały ruiny. Na szczycie góry dostrzec można fundamenty murów, fosę oraz fragmenty zewnętrznej wieży bramnej. W 1980–1985 na terenie Wołka prowadzono kolejne badania archeologiczne, lecz wyników nie opublikowano.
20 września 1934 ruiny zamku wpisano do rejestru zabytków.

## Historia
Zamek Wołek zbudowany został jako strażnica graniczna w XIV w. przez księcia Jana I Oświęcimskiego, będącego lennikiem Czech. Zamek służyć miał jako strażnica graniczna księstwa oświęcimskiego, kontrolująca szlak przez Kotlinę Żywiecką na Węgry. Miał też służyć jako schronienie okolicznej ludności w razie wojny. Pierwsza wzmianka o tej budowli pochodzi z 1396, kiedy książę Jan III oświęcimski przekazał własność zamku swojej żonie.
W połowie XV wieku problemem kupców krakowskich był nękające ich na terenie księstwa oświęcimskiego napady, których dokonywali lennicy księcia Jana IV oświęcimskiego, co powodowało kontrakcje wojsk królewskich. W roku 1452 po wyprawie wojsk królewskich obsadzony przez rycerzy rabusiów zamek w Barwałdzie książę Jan IV oświęcimski wypowiedział wojnę Królestwu Polskiemu i złupił Małopolskę między Oświęcimiem i Krakowem. W odwecie król Kazimierz Jagiellończyk wysłał na początku 1453 roku wojska pod dowództwem Jana Szczekockiego i Jana Kuropatwy, którzy oblegali zamek oświęcimski i zmusili 25 stycznia księcia Jana IV do poddania i zawarcia ugody. Książę jednak ponownie zaatakował, ale po nieskutecznej próbie odzyskania Oświęcimia, uciekł na zamek Wołek, na którym odbudował fortyfikacje. Stamtąd książę nadal wspierał bandy zbójców (m.in. tzw. „Braci”) rabujące pograniczne tereny Małopolski. W 1453 roku księcia na zamku oblegały wojska króla Kazimierza Jagiellończyka pod dowództwem Jana Tęczyńskiego. Późną jesienią książę Jan IV oświęcimski, nie widząc szans na zwycięstwo, ostatecznie poddał się królowi, po czym sprzedał mu księstwo oświęcimskie za 50 000 grzywien, a zamek przeszedł we władanie króla Kazimierza.
Prawdopodobnie zamek nie został nigdy zdobyty przez rycerzy-rozbójników z Barwałdu pod dowództwem Włodka i Katarzyny Skrzyńskich herbu Łabędź. W 1462 Borzywoj i Włodek Waltburgh Skrzyńscy założyli warownię Bukowiec na Bukowskim Groniu, w pobliżu Wołka, gdzie byli oblegani przez 8 miesięcy. Ostatecznie ich warownia została zdobyta przez rycerzy królewskich dowodzonych przez Piotra Komorowskiego i Mikołaja Pieniążka z Witowic.
Piotr Komorowski, hrabia orawski i liptowski oraz wcześniejszy władca zamków na Orawie, został w roku 1474 pozbawiony swoich posiadłości przez króla Węgier Macieja Korwina za forsowanie królewicza polskiego Kazimierza na tron węgierski. Król polski Kazimierz Jagiellończyk wynagrodził mu tę stratę przyznaniem dóbr na Podbeskidziu, między innymi zamku Wołek. Z tego samego 1474 roku pochodzi ostatnia pisana wzmianka o zamku. Komorowski wszedł w tajne układy z królem Węgier, a możliwość wejścia posiadanych przez niego terenów we wpływy węgierskie stała się zagrożeniem dla Polski. Piotr Komorowski zmarł w 1476, a jego własność przeszła we władanie jego brata Mikołaja. Ten odmówił królowi Polski, oferującemu mu chęć kupna zamków. Kazimierz Jagiellończyk wysłał w 1477 wojsko pod dowództwem wojewody sandomierskiego Jakuba Dębińskiego, które po siedmiotygodniowym oblężeniu zdobyło zamki Komorowskiego. Król rozkazał spalić i zburzyć zamki w Żywcu i Barwałdzie. Zamek na Wołku został prawdopodobnie zburzony lub poważnie uszkodzony w czasie tej wyprawy.